# Josep Cortès i Buhigas
Josep Cortès i Buhigas (Barcelona, 1899-1969) fou un escriptor i poeta català d’influència discreta. Va publicar poc i es coneixen molt pocs detalls sobre la seva figura. El nom de ploma que féu servir fou J. Cortès i Buhigas.

## Biografia[calcitació]
Va néixer a Barcelona el 1899, hereu de Carles Cortès i Valls i de Teresa Buhigas i Tamareu. El pare era el desè de dotze fills d’una parella de botiguers benestants de Ciutat de Mallorca (Antoni Cortès i Valls i Ignàcia Valls i Forteza) que, al cap de pocs anys d'haver mort Antoni Cortès, la vídua (Ignàcia Valls) i els dotze fills s'estableixen a Barcelona. La mare era la gran de quatre germans d’una parella de Barcelona i de Mataró, establerta a Barcelona. Els seus germans foren Antoni i Clara
Hom no sap si Cortès i Buhigas va cursar estudis universitaris ni quin ofici exercí més enllà de la literatura, però sí que se sap que formava part de les classes benestants de la Barcelona de principis del segle XX. Es va casar l'any 1922 amb Pilar Gubern i van tenir quatre fills: Carles, Margarita, Rosa Maria, i Eulàlia
Sabem que Prudenci Bertrana el considerava “amic”, segons una dedicatòria que va fer-li en un exemplar del llibre L’hereu, conservat al seu fons personal.

## Obra

### Poesia
- Esparses (1928)
- Del cor als llavis (1931)
- Nadales (1949)
- Ofrena de Nadales, els Mesos i altres poesies (1958)

### Narrativa
- Contes de vius i de morts (1935)